# Felicia Zimmermann
Felicia Zimmermann (Rochester, 16 de agosto de 1975) es una deportista estadounidense que compitió en esgrima, especialista en la modalidad de florete. Su hermana Iris también compitió en esgrima.
Ganó una medalla de bronce en el Campeonato Mundial de Esgrima de 2001, en la prueba por equipos. Participó en dos Juegos Olímpicos de Verano, ocupando el cuarto lugar en Sídney 2000 y el décimo en Atlanta 1996, en ambas ocasiones en la prueba por equipos.

## Palmarés internacional
| Campeonato Mundial | Campeonato Mundial | Campeonato Mundial | Campeonato Mundial  |
| Año                | Lugar              | Medalla            | Prueba              |
| ------------------ | ------------------ | ------------------ | ------------------- |
| 2001               | Nimes (Francia)    | Medalla de bronce  | Florete por equipos |